# معركة أبي قير البحرية
معركة أبو قير البحرية والتي سماها الإنجليز معركة النيل هي معركة بحرية وقعت في 2 أغسطس 1798 بين القوات البحرية الإنجليزية بقيادة نلسون والأسطول الفرنسي بقيادة نابليون بونابرت على شواطئ خليج أبو قير المصري. وانتهت بهزيمة الفرنسيين ونتائجها اعتُبرت ثورة في التكتيك البحري، الفرنسيون أضاعوا الوقت فضاعت فرصة النصر.

## الخلفية التاريخية
فور عودة الجنرال الشاب نابليون بونابرت من إيطاليا في الأسابيع الأولى من العام 1798 بعد إحرازه انتصارات عسكرية باهرة، باشر بدراسة أوضاع القوات العسكرية الفرنسية المكلفة بغزو الجزر البريطانية وتحضيرها لهذه الحملة، ولكن سرعان ما أدرك صعوبة بل استحالة تنفيذ المهمة لأسباب عديدة أهمها، ضعف القوات البحرية الفرنسية مقارنة مع البحرية الإنجليزية التي باتت تؤمن السيطرة البحرية وتشكل سداً منيعاً أمام أي قوة تحاول غزو بريطانيا، بالإضافة إلى ضعف التجهيزات اللازمة للقوات الفرنسية لتتمكن من تنفيذ الغزو، وعدم توافر الأموال الكافية، والبرد القارس والأمراض المتفشية بين العناصر والتي تشكل عقبة كبيرة في تحقيق الهدف المنشود.
بناء عليه، تقدم الجنرال بونابرت في 28 فبراير/شباط 1798م إلى حكومة الإدارة Directoire بعرض هذا الوضع والصعوبات التي تعترضه وتحول دون تمكينه من تنفيذ المهمة الموكلة إليه بغزو الجزر البريطانية، واقترح خطة بديلة باحتلال مصر. وهكذا تحوّل هدف غزو الجزر البريطانية إلى تحضير لغزو مصر.

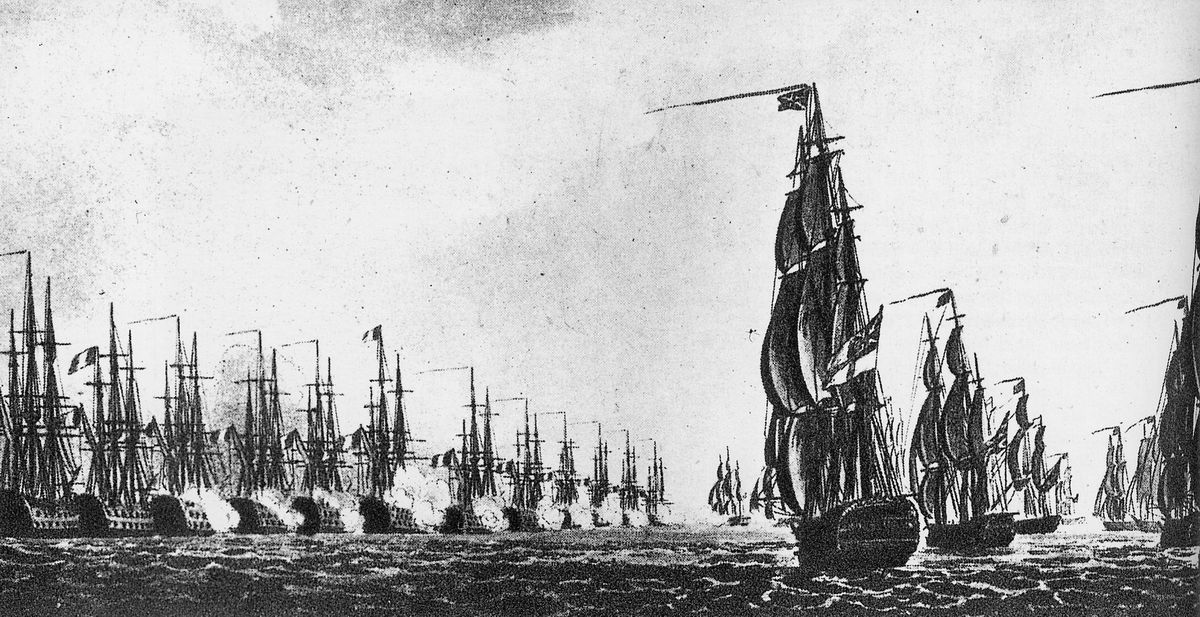
الهجوم البريطاني على السفن الفرنسية الراسية بريشة Thomas Whitcombe.

## مصر والسياسة الفرنسية
منذ أوائل القرن السادس عشر وبالتحديد منذ العام 1536 أو خلال عهد السلطان العثماني سليمان الأول، كان التاج الفرنسي يتطلّع نحو منطقة الشرق الأوسط باعتبارها منطقة حيوية للمصالح الاقتصادية الفرنسية. وقد عملت فرنسا منذ ذلك التاريخ بفضل علاقات الصداقة والتحالف التي تربطها بالسلطنة العثمانية على تشجيع الاستثمارات الاقتصادية في هذه المنطقة، لا سيما في مصر التي احتلها العثمانيون في العام 1517، وكذلك منطقة البحر الأحمر وسوريا وفلسطين. كما عملت على افتتاح قنصليات وإيفاد بعثات ديبلوماسية إليها وافتتاح خطوط ملاحة بحرية لتنشيط حركة التجارة البحرية معها. إلى ذلك، عرضت فرنسا تمويل مشروع شق قناة السويس المقترح من قبل أحد المهندسين الأتراك في العام 1586 الذي أعيد طرحه في عهد لويس الرابع عشر، نظراً لأهميته، ولكونه يساعد في فتح أسواق جديدة فرنسية وينشط التجارة مع الشرق الأقصى.
إلا أن انشغال السلطنة العثمانية خلال هذه الفترة بالصراع العسكري الدائر في الأطراف الشمالية والشمالية الغربية ضد كل من روسيا والنمسا، وعدم تحقيقها انتصارات حاسمة في المعارك في منطقة البلقان وبحر أزوف والبحر الأسود، حال دون إطلاق مشاريع التنمية الفرنسية المقترحة في مصر وسوريا خلال هذه الفترة، وبدأت السلطنة تتجه للعب دور «الرجل المريض»، الأمر الذي شجع الدول الأوروبية للالتفاف حوله لتقاسم إرثه كما حصل في العام 1914.

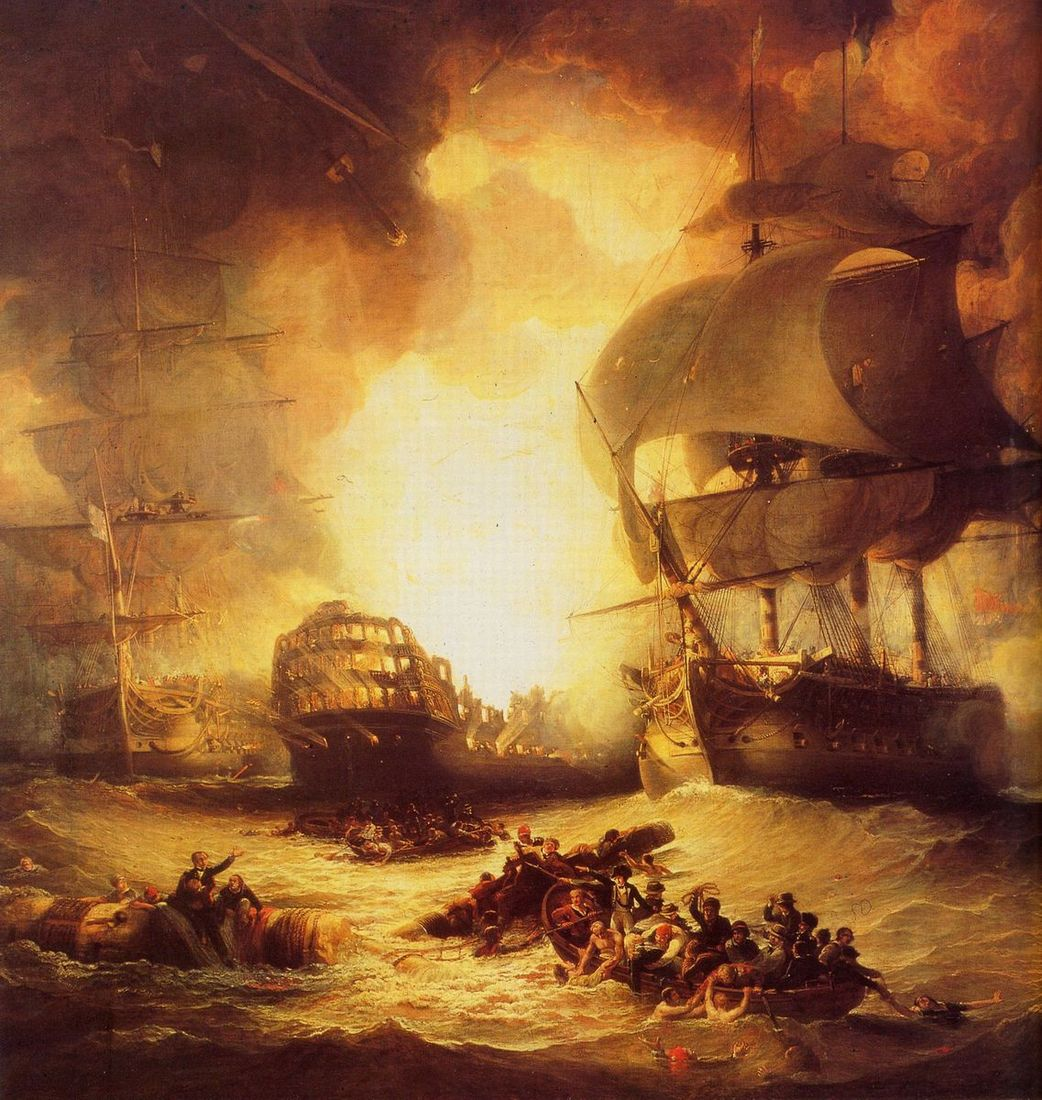
The French flagship L'Orient explodes, by Arnald George.

مع ذلك تابعت فرنسا تحركها لتنفيذ مشاريعها وتوسيع نفوذها في الشرق الأوسط في منتصف القرن الثامن عشر لسببين رئيسيين:
- الأول: توسيع بريطانيا لخطوطها البحرية في البحر المتوسط بعد انحسار النشاط البحري لمدينة البندقية التي كانت تسيطر على هذه الخطوط بافتتاح قنصلية ناشطة وفاعلة جداً لها في القاهرة لتفعيل وتنسيق الأعمال التجارية التابعة لها مع الهند.
- الثاني: خسارة فرنسا لقسم كبير من مستعمراتها في العالم الجديد في أمريكا والهند، واضطرارها لتوقيع معاهدة باريس مع بريطانيا في العام 1763، وهذا ما دفع وزير خارجيتها في حينه إلى السعي لوضع اليد على مصر بصورة مباشرة للتعويض عن خسارة المستعمرات المشار إليها أعلاه، مع القبول بما ينجم عن هذا الطموح من تعريض لعلاقة الصداقة الفرنسية - التركية للتوتر.
بغية وضع هذا الهدف موضع التنفيذ كلّف البارون دي توت (DETOTT) في العام 1777 السفر بمهمة سرية لاستطلاع السواحل والمرافئ وسبر أعماقها، إضافة إلى نسج علاقات مع الحكّام المحليين المعارضين للسلطنة ولتوسيع النفوذ الفرنسي، وقام البارون بنهاية رحلته بتنظيم تقرير مفصّل عن المهمة تم نشرها تحت اسم: "LES MEMOIRES SUR LES TURCS ET LES TARTARES.
كما كلّفت البعثات الديبلوماسية والتجارية الفرنسية تنظيم تقارير مفصّلة عن أوضاع المنطقة المذكورة من كافة النواحي السياسية والعسكرية والاقتصادية والاجتماعية، وتم ضم كافة هذه التقارير إلى تقرير البارون دي توت وشكّلت جميعها الملف الأساسي لحملة غزو مصر وتقرر متابعة الوضع عن كثب.

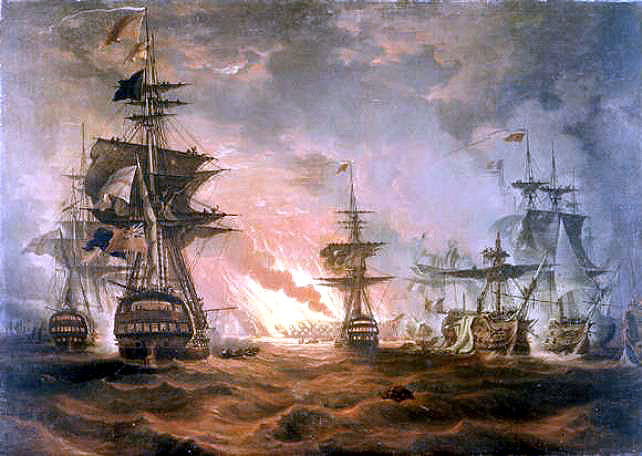

بعد مرور عشرين سنة على رحلة البارون، ركّزت التقارير الديبلوماسية على تنامي الخلاف ما بين الحكام المحليين في مصر والسلطنة، مما دفع وزير الخارجية الفرنسية في عهد الثورة الفرنسية تاليران إلى السعي مع مجلس قيادة الثورة الفرنسية إلى تسويق فكرة إرسال حملة عسكرية إلى المنطقة واحتلال مصر، مع التركيز على الهدف الرئيسي لهذه الحملة، وهو ضرب المصالح البريطانية الاقتصادية وقطع خطوط مواصلاتها التجارية مع الهند، وذلك كهدف بديل لاجتياح الجزر البريطانية.
بعد مناقشات عديدة مع مجلس قيادة الثورة الفرنسية شارك فيها كل من الوزير الفرنسي تاليران والجنرال بونابرت، اتخذ مجلس قيادة الثورة الفرنسية في 12 آذار 1798 قراراً بإطلاق حملة الغزو على مصر بقيادة بونابرت، وكلّف هذا الأخير بتنفيذ ما يلي:
- احتلال جزيرة مالطا لتأمين قاعدة خلفية لإمداد الحملة العسكرية.
- احتلال مصر وطرد الإنجليز منها، وضرب كافة المصالح الاقتصادية التابعة لهم فيها وفي الدول المجاورة على الساحل الشرقي للبحر المتوسط.
- شق قناة السويس لربط الملاحة ما بين البحر المتوسط والبحر الأحمر ودرس تحقيق أهداف بعيدة لاحقاً.
- تحسين الأوضاع الاقتصادية والمعيشية لسكان مصر والدول المجاورة لدفعهم لتعميق تحالفهم مع فرنسا.
حددت الخطة المدة اللازمة لتحقيق هذه الأهداف بستة أشهر، وقرر مجلس قيادة الثورة الفرنسية المباشرة فوراً بتوثيق الصلات الدبلوماسية الفرنسية مع الحاكم المصري المحلي، إضافة إلى تكليف وزير الخارجية الفرنسي تاليران بالقيام بزيارة إلى إسطنبول لشرح أهداف الحملة العسكرية الفرنسية إلى مصر، والتأكيد أنها غير موجهة ضد مصالح السلطنة العثمانية، وبالتالي تأكيد التزام فرنسا بالتحالف الستراتيجي القائم منذ فترة طويلة مع السلطنة العثمانية.

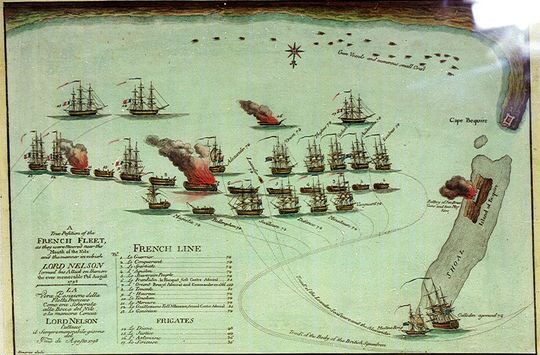
A True Position of the French Fleet as they were moored near the Mouth of the Nile and the manner in which Lord Nelson formed his attack on them, by Robert Dodd

## التحضير لانطلاق الحملة العسكرية الفرنسية
اتسمت الأسابيع التي سبقت انطلاق الحملة الفرنسية على مصر بحركة متواصلة ومنقطعة النظير للقائمين على قيادتها، وفي مقدمهم بونابرت الذي كان يعمل في باريس على تنسيق كافة الأعمال المتعلقة بالحملة وتجهيزها للانطلاق من مختلف المرافئ، مع اعتبار مرفأ طولون الفرنسي قاعدة انطلاق رئيسية إضافة إلى باقي المرافئ مثل مرسيليا وأجاكسيو (في جزيرة كورسيكا) وجنوى وشيفيتافيكا في إيطاليا.
كما تولى تنسيق الأعمال الإدارية واللوجستية ببراعة كبيرة الضابط القيّم ناجاك، أما تحضير الأسطول المكلّف نقل القوى العسكرية الفرنسية والسهر على جهوزية المراكب وطواقمها وأسلحتها وتدريبها، فقد أوكل إلى الأميرال برويس الذي سجلت له أعمال بحرية باهرة خلال قيادته البارجة «دي غراس» في العامين 1781 و1782، كذلك في البحر الأدرياتيكي في العام 1797.
وقد عمل الأميرال المذكور على تجميع أكبر عدد ممكن من المراكب العسكرية التي تم إنقاذها بعد تحرير مرفأ طولون من الاحتلال الإنكليزي في العام 1793 على يد نابليون، وكذلك المراكب العسكرية والمدنية التي تم الاستيلاء عليها خلال الحملات العسكرية على إيطاليا والتي كانت عائدة لإمارات جنوى وبيزا ونابولي والدولة البابوية. وفي النهاية تم تجميع 13 مركباً حربياً كبيراً (بما فيها المركب الذي يعتبر زهرة المراكب الحربية الفرنسية "LORIENT والمسلّح بـ120 مدفعاً)، إضافة إلى ستة مراكب حربية متوسطة الحجم للحراسة والمواكبة، و400 مركب شحن تجاري لنقل القوى العسكرية والمعدات المؤلفة من 38 ألف عنصر و1200 حصان مع المؤن والذخائر اللازمة للحملة.
وتم أيضاً تجميع حوالى 13 ألف بحار لتأليف طواقم المراكب العسكرية والمدنية التي يبلغ عددها حوالى 500 مركب. ونظراً لتطويع العديد من البحارة على وجه السرعة وبخبرات محدودة في المجال البحري، اعتبر هذا العدد غير كاف وقدر النقص الحاصل واللازم للرحلة من البحارة بنحو ألفين إضافيين. ولتعويض النقص في العديد وفي خبرة وتدريب الطواقم، عمل قائد القوى البحرية للحملة الأميرال برويس على الاستفادة إلى أقصى الدرجات من قدرات وطاقات الضباط المميزين الذين اختارهم لمرافقته في الرحلة.
وبينما كان الأسطول الفرنسي ينهي كافة التحضيرات المتعلقة بالحملة ويستعد للإبحار، كانت بريطانيا تعيش أجواء خوف ورعب على كافة الصعد المدنية والحكومية والعسكرية.

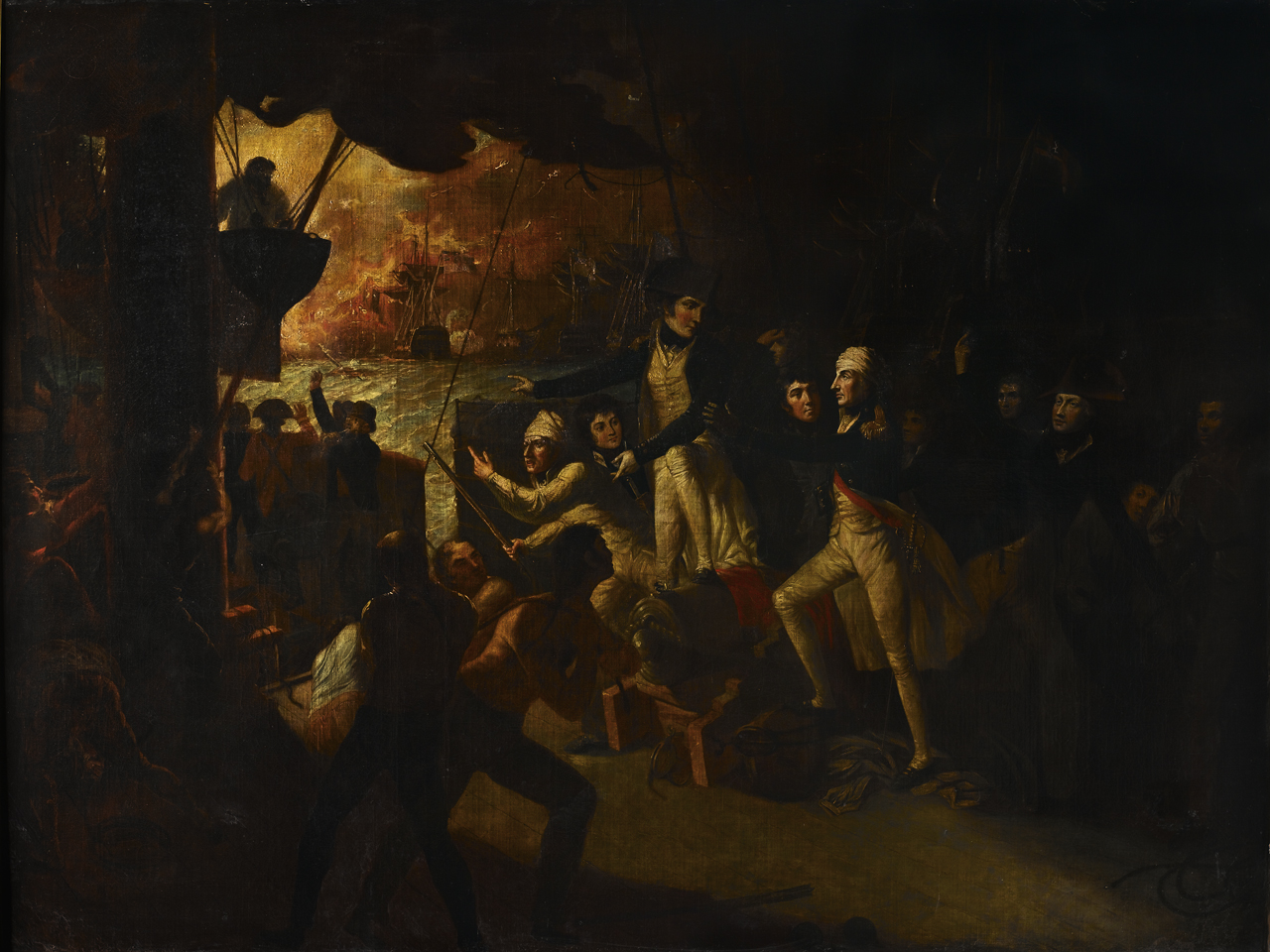
Nelson coming on deck at the Battle of the Nile, 1st August 1798, by Daniel Orme. In the background L'Orient burns

## أجواء بريطانيا خلال مرحلة تحضير القوى الفرنسية للإبحار
بحسب الصحافة البريطانية في حينه، سادت الأوساط الشعبية والحكومية وأوساط قيادة البحرية البريطانية ووزارة الدفاع، أجواء من القلق والخوف الكبيرين فور عودة الجنرال بونابرت من إيطاليا، فالخطوة اللاحقة له كانت.
كما هو معروف غزو الجزر البريطانية. لذلك سارعت الحكومة البريطانية إلى طلب تبرعات مالية فورية من المتمولين البريطانيين والشركات القادرة على المساعدة في تغطية النفقات الحربية الطارئة في مجال الدفاع عن بريطانيا ضد الغزو الفرنسي المرتقب. وفي هذا المجال قدّم الملك جورج الثالث ثلث ثروته كدعم للإمكانيات الدفاعية. كما شجعت الحكومة إنشاء الميليشيات الشعبية في المدن والمناطق الساحلية لمساندة الجيش النظامي في الدفاع عن بريطانيا.
قائد القوى البحرية الإنكليزية في حينه الأميرال سبنسر اتخذ تدابير استثنائية في مجال الأسطول الحربي للتصدي لأي محاولة بحرية فرنسية لتنفيذ إنزال على الجزر البريطانية.
وكلّف لهذه الغاية قائد الأسطول البريطاني في البحر المتوسط الأميرال جرفيس إرسال عدة مراكب حربية بقيادة أفضل ضابط بحري من مساعديه بمهمة التواجد مقابل مرفأ طولون الفرنسي لمراقبة تحرك الأسطول الفرنسي والاستعدادات الجارية هناك عن كثب وبصورة مباشرة، والإفادة تباعاً من هذه الاستعدادات والتحركات واتخاذ كافة الإجراءات البحرية اللازمة لمنع المراكب الفرنسية من الإبحار والتوجه إلى إسبانيا لفك الحصار عن المراكب الحربية الإسبانية في كاديز أو الالتحاق في برست بباقي الأسطول الفرنسي الموجود هناك.
وقد اختار الأميرال جرفيس لهذه المهمة الأميرال نلسون وأرسله بسرعة على رأس قوة بحرية مؤلفة من ثلاث مدمرات وفرقاطتين.
إن ما دفع بالسلطات البريطانية إلى إعلان التعبئة العامة ومباشرة الاستعداد للدفاع عن الجزر البريطانية ضد الغزو الفرنسي، هو التحرك العسكري الفرنسي المكثّف الجاري علناً في مرفأ طولون بعد عودة الجنرال بونابرت من إيطاليا وتحقيقه الانتصارات الساحقة على جيوش الإمارات الإيطالية.
وقد تعمدت وزارة الحرب الفرنسية تسريب هذه التحضيرات إلى الصحافة الفرنسية حتى بعد اتخاذ قرارها الضمني بتعديل الهدف الرئيسي للحملة لاحتلال مصر، وذلك بهدف تضليل السلطات العسكرية البريطانية وتأمين عنصر المفاجأة للحملة العسكرية الفرنسية، وراحت الأوساط القريبة من نابليون تسرب شائعات مغلوطة عن عزمه احتلال صقلية واحتمال تنفيذ غزو للبرتغال وحتى السيطرة على جبل طارق باعتباره نقطة إستراتيجية بحرية هامة.

## الأسطول الإنجليزي
| السفينة     | المدافع | القائد                        | الهوامش                         |
| ----------- | ------- | ----------------------------- | ------------------------------- |
| Vanguard    | 74      | Capt. إدوارد بيري ‏            | Nelson's flag-ship              |
| Alexander   | 74      | Capt. الكسندر بول ‏            |                                 |
| Audacious   | 74      | Capt. Davidge Gould           |                                 |
| Bellerophon | 74      | Capt. Henry D'Esterre Darby   | Dismasted                       |
| Culloden    | 74      | Capt. Sir Thomas Troubridge ‏  | Ran aground, took no part       |
| Defence     | 74      | Capt. John Peyton             |                                 |
| Goliath     | 74      | Capt. T. Foley                |                                 |
| Majestic    | 74      | Capt. George Blagdon Westcott | Captain killed                  |
| Minotaur    | 74      | Capt. Thomas Louis            |                                 |
| Orion       | 74      | Capt. Sir James Saumarez ‏     | 2nd in command                  |
| Swiftsure   | 74      | Capt. Benjamin Hallowell      |                                 |
| Theseus     | 74      | Capt. Ralph Willet Miller     |                                 |
| Zealous     | 74      | Capt. Samuel Hood ‏            |                                 |
| Leander     | 50      | Capt. Thomas Boulden Thompson |                                 |
| Mutine      | 16      | Lt. Thomas Hardy              | Assisted Culloden, took no part |

## التحضيرات الفرنسية لإبحار حملة الغزو الفرنسية
انشغال القيادة العسكرية البريطانية بالإستعداد لتحسين دفاعاتها في الجزر البريطانية وإعطائها هذه التحضيرات الأفضلية في تحركها، حال دون المباشرة الفورية بتعزيز مجموعة الأميرال «نلسون» المكلفة بمراقبة الأسطول الفرنسي، واقتصر تشكيل هذه المجموعة على بضع سفن غير كافية لتخوض معركة حاسمة وفاصلة ضد البحرية الفرنسية التي كانت تستعد بصورة علنية للإبحار.
عمل الأميرال نلسون على تواجد السفن المتوافرة لديه مقابل ميناء طولون وجواره لمراقبة استعدادات الأسطول الفرنسي الذي بدأ بالتحرك بتاريخ 19 مايو. وقد ساعد الهواء الذي يهب من البر نحو البحر بقوة والمعروف باسم «ميسترال» السفن الشراعية الفرنسية للخروج من الميناء، وكان من حسن طالع الجنرال نابوليون فعلاً أن تسببت رياح Mistral بالتقائها مع الرياح البحرية بعاصفة محدودة،
مما سبـب صعوبـات في الرؤية للأسطـول البريطاني إضافـة إلى تضرر سفينة القيادة الذي يستقلـه الأميرال نلسون مما اضطره للاحتماء خلف جزيـرة (سان بياد) لإصلاح العطل، وبذلك فقد أثر الحملـة البحرية الفرنسية بعد خروجها من ميناء طولون، لكن الأميرال نلسون لم يفقد الأمل وسارع على الفور إلى إفادة قيادته عن انطلاق الأسطول الفرنسي وطلب تعزيز قوته البحريـة، وفور إصلاحه أعطال سفينة القيادة، إنطلـق في البحر في 24 مايو لملاحقة الأسطول الفرنسي التي غاب عن أنظاره، معتمـداً على إتجاه إبحارهم بعد الإستعلام عنه من المتعاملين مع البحرية البريطانية.
في 28 مايو علم نلسون ان الأسطول الفرنسي إتجهت جنوباً نحو السواحل الإيطالية في بحر التريني.
وفي يونيو كانت وصلت التعزيزات الحربية البحرية إلى الأميرال نلسون بناء لطلبه، وهي عبارة عن إحدى عشر سفينة حربية إنطلق بها بأقصى سرعة ممكنة بواسطة فتح كافة الأشرعة لملاحقة الأسطول الفرنسي الذي كان يتحرك بسرعة متوسطة، وفي 14 يونيو وصل أسطول نلسون إلى تشيفيتافيكيا CIVITAVECCHIA ،
وعلم من جواسيسه في المنطقة أن نابليون متجه لاحتلال صقلية الغربية وشوهدت سفنه تمر عبر مضيق مسينا، وعندما توقف نلسون في نابولي لمدة ثلاثة أيام للتزود بالمؤن المختلفة اللازمة لمواجهة الأسطول الفرنسي و‘ستقصاء المعلومات عنه، علم نلسون أن بونابرت موجود في مالطا وقد احتلها من دون أي مقاومة، قيادة البحرية الإنجليزية التي كانت تتابع الموضوع عن كثب، اعتقدت ان نابليون مصمم على احتلال كافة المواقع الإستراتيجية الموجودة غرب البحر المتوسط تمهيداً للانطلاق بعدها إلى غزو الجزر البريطانية، لكن توقعات الأميرال نلسون كانت مختلفة، وكان لديه قناعة راسخة أن هدف نابوليون التالي هو احتلال مصر بهدف السيطرة على خطوط المواصلات التجارية والعسكرية الإنجليزية إلى مستعمراتها في الهند.

## الأسطول الفرنسي
| السفينة               | المدافع | هوامش                                            |
| --------------------- | ------- | ------------------------------------------------ |
| Line of Battle        |         |                                                  |
| L'Orient              | 118     | Flagship, Capt. Casabianca ‏, Blew up 1 أغسطس     |
| Franklin              | 80      | اُسِرت 2 أغسطس                                     |
| Tonnant               | 80      | Aristide Aubert Du Petit Thouars, اُسِرت 3 أغسطس   |
| Aquilon               | 74      | اُسِرت                                             |
| Guerrier              | 74      | اُسِرت 2 أغسطس، اُغرقت (حرقاً) 18 أغسطس              |
| Heureux               | 74      | Captured 3 أغسطس، scuttled (burnt) 16 أغسطس      |
| Spartiate             | 74      | اُسِرت                                             |
| Peuple Souverain ‏     | 74      | اُسِرت                                             |
| Mercure               | 74      | اُسِرت 3 أغسطس، scuttled (اُحرقت) 18 أغسطس          |
| Conquérant            | 74      | اُسِرت                                             |
| Généreux              | 74      | أفلتت                                            |
| Guillaume Tell ‏       | 80      | أفلتت                                            |
| Timoléon              | 74      | شحطت براً ودُمِرت (تم تفجيرها) 3 أغسطس              |
| الفرقاطات             |         |                                                  |
| Artémise              | 36      | استسلمت ولكن شحطت براً ودمرت (تم تفجيرها) 3 أغسطس |
| Justice               | 44      | أفلتت                                            |
| Diane                 | 38      | أفلتت                                            |
| Sérieuse              | 36      | أغرقتها Orion 1 أغسطس، اُحرقت لاحقاً               |
| Brigs                 |         |                                                  |
| Alerte                | 12      |                                                  |
| Railleur              | 14      | أفلتت                                            |
| Hercule               | 7       | اُغرقت                                            |
| Salamine              | 18      | أفلتت                                            |
| Also several Gunboats |         |                                                  |

## انطلاق الحملة الفرنسية إلى مصر
انطلق نابوليون بعد السيطرة على مالطا باتجاه مصر في 19 حزيران سالكاً طريقاً غير مباشرة إليها بغية تضليل المراقبة، واتجه باتجاه الشمـال الشرقي معرجـاً أمام سواحل كريت، ثم اتجه جنوباً لبلوغ الشواطئ المصرية من الجهة الشمالية، وذلك تلافياً للوقوع في كمين قد ينصب له من قبل البحرية البريطانية، في حال كشفت حقيقة تحركاته، وكان نابوليون يدرك جيداً مدى التفوّق البريطاني على الأسطول الفرنسي في البحر.
فور بلـوغ الأميرال نلسـون خـلال تواجـده في نابولي للتزوّد بالمؤن خبر مغادرة نابليون جزيرة مالطا وإبحاره شرقاً، أيقن صوابيـة توقعـاتـه بأن احتـلال مصر هو الهدف الأساسي للحملة الفرنسية. فسارع على الفور للحاق بنابليون وبأقصى سرعة بهدف اعتراضه وتدمير مراكبه في البحر قبل إنزال قواته إلى الشاطئ.
لكن الحـظ شـاء هـنا أيضاً وكذلك العـناية الإلهية عدم التقاء الأسطولين في البحر إذ مرا ليل 22 - 23 على مسافات قريبة نسبياً من بعضهما البعض خلال مسارهما جنوبي جزيرة كريت باتجاه السواحل المصرية من دون أن يشعر أو يشاهد أحد منهما الآخر.
ونتيجة اختلاف المسارين وصل الأميرال نلسون بتاريخ 28 يونيو مقابل مرفأ الإسكندرية وكانت دهشته كبيرة عندما تبين له خلو المرفأ والشاطئ من أي وجود فرنسي، باستثناء بعض المراكب التركية الصغيرة. اعتقد نلسون عندها إن نابليون خدعه بانطلاقه شرقاً من مالطا بغية تضليله عن هدفه المرتقب القادم والقاضي باحتلال غربي صقلية. ووفقاً لتوقعات قيادة البحرية البريطانية وبعد القيام بجولة تفتيشية سريعة عن الفرنسيين على الشواطئ المصرية في جوار الإسكندرية، غادر مصر متوجهاً بأقصى سرعة غرباً باتجاه صقلية وكان ذلك بتاريخ 29 يونيو.
في هذه الأثناء كانت طلائع المراكب الفرنسية القادمة من الشمال تقترب من السواحل المصريـة حيث وصل مركب القيادة الذي يحمل نابوليـون والمعروف بـ"LA JUNO'Nس السواحل المصرية يوم مغادرة الأسطول البريطاني وإنما بعد ساعتين فقط، ولم يشاهد أي طرف الآخر بالرغم من إن المسافة التي تفصل بينهما لا تتعدى العشرين ميلاً بحرياً، فالرادار البحري وكذلك وسائل الاتصال اللاسلكي لم تكن موجودة ومعروفة في حينه، وكانت المراقبة البحرية تتم بواسطة النظر وترتكز على الاستعلام.
وصلت المجموعة الرئيسية من المراكب الفرنسية إلى مقابـل مرفـأ الإسكندريـة بتاريخ 1 تمـوز وأعطى نابليـون فوراً الأمـر بمباشرة إنـزال القوى والأعتـدة إلى البر وقد استغرقـت هذه العمليـة ثلاثـة أيـام.
وبينما كان نابليون يستعد للمعركة البرية ضد المماليك على البر ومباشرة زحفه جنوباً لاحتلال القاهرة، طلب من قائد الأسطول الفرنسـي وضع مراكبه في مكان آمن، على مقـربة من القوى التي تم إنزالها لاستعمالها عند أي طارئ، واقتـرح عليه إدخال هذه المراكب إلى مرفأ الإسكندرية القديم إذا كانت أعماق المرفأ تسمـح بذلك وحيث ستكـون تحت حماية المدفعيـة البرية الفرنسية ضد أي هجوم إنكليزي محتمل عليهـا من جهة البحـر.
لكـن الأميرال برويس أبـدى رغبته بنقل المراكـب الفرنسية إلى كورفـو في اليونان حيث ستكون بوضع آمن وعلى مسافة قريبة للتدخل، فقد كان لديه شك في إمكانية إدخالها إلى مرفأ الإسكندرية، هذا الرأي أغضـب نابليـون الذي طـلب مباشـرة درس إمكانية إدخال المراكب إلى الإسكندرية.
وبانتظار معرفة نتيجة مسح أعماق مرفأ الإسكندرية أعطى الأميرال الفرنسي توجيهات إلى مراكب الأسطول الفرنسي بالرسو شمالي شرقي مرفأ الإسكندرية في خليج أبو قير.
وبدلاً من الانكباب فوراً على دراسة أعماق مدخل مرفأ الإسكندرية وأحواضه بسرعة، راح البحارة الفرنسيون يهتمون بصيانة مراكب الأسطول الحربي إضافة إلى زيارة البر المصري للتعرف عليه، بينما تمت أعمال مسح الأعماق ببطء. ويعود ذلك إلى مستوى الانضباط المنخفض لدى طواقم البحارة التي تم تجنيدها للحملة بصورة عشوائية وعلى عجل، والتي لم تتأقلم بصورة تامة مع الحياة العسكرية لجهة التجاوب بدقة في تنفيذ الأوامر المطلوبة منها.
وفـي هذه الأثنـاء كان الأسطول البريطاني يبحر بأقصـى سرعـة ممكنـة باتجاه جزيرة صقلية بقيادة الأميرال نلسون الذي عاد مجدداً يرجـح توجه الحـملة الفرنسية إلى مصر.
استـغل نلسـون توقفـه في صقلية لتـزويد مراكبه بالمؤن والمياه الحلوة وانطلق مجدداً باتجاه الشرق فكان وصوله إلى الإسكندرية في الأول من آب الساعة 14:45.

## المواجهة البحرية بين الأسطولين الفرنسي والبريطاني

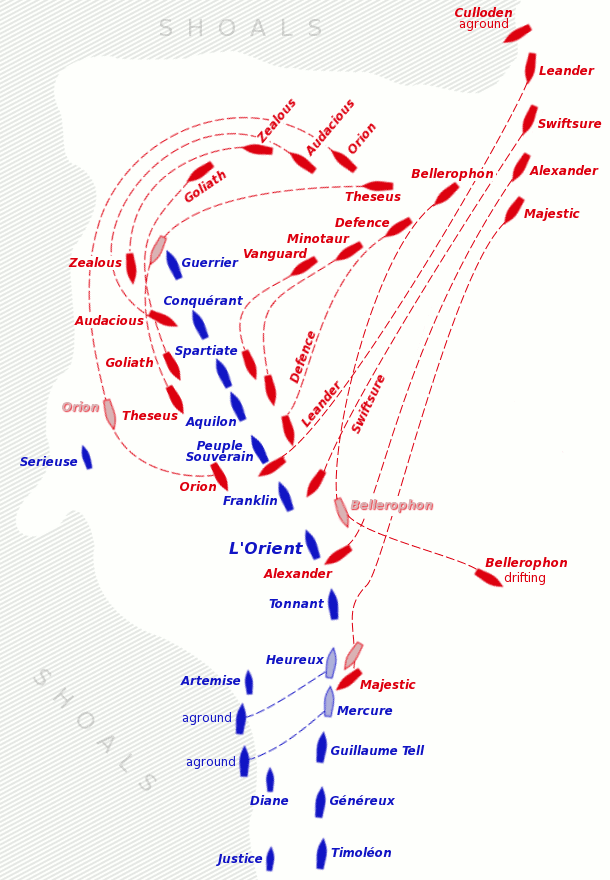
خريطة مواقع السفن وتحركاتهم أثناء معركة خليج أبو قير, 1–2 أغسطس 1798. السفن البريطانية مبينون بالأحمر; والسفن الفرنسية بالأزرق. المواقع المتوسطة للسفن مبينة بالأحمر الباهت/الأزرق.

يمتد خليج أبو قير على مسافة 18 ميلاً بحرياً (33.3 كلم) من جزيرة أبو قير (أو جزيرة نيلسون) حتى رشيد في الجنوب الشرقي، وقد انتشرت فيه المراكب الفرنسية مقابل الشاطئ وفقاً لترتيب الرتل، من دون أخذ احتياطات قتالية، على اعتبار أن هذا التوقف مؤقت.
فور وصوله إلى خليج أبو قير، قرر نلسون مباشرة الاستعداد لمهاجمة الأسطول الفرنسي المتوقف على الياطر في الخليج مستفيداً من الرياح المؤاتية.
في الجانب الفرنسي، وبعد عقد اجتماع حرب عاجل أصر الأميرال برويس على مواجهة الأسطول البريطاني من قبل المراكب الفرنسية وهي متوقفة على الياطر خلافاً لرأي دي شايلا الذي اقترح رفع الأشرعة ومواجهة الأسطول البريطاني في البحر. كما أن القائد الفرنسي استبعد حصول المواجهة البحرية فوراً نظراً لقرب حلول الظلام وصعوبة خوض معركة ليلية من قبل السفن الشراعية البريطانية.
واعتبر أن ذلك سيسمح له بالاستعداد ورفع الجهوزية في مجال العناصر التي أوعز إليها بالالتحاق فوراً بالمراكب، إضافة إلى ذلك كان هنالك شعور لدى القادة الفرنسيين بتفوقهم على الأسطول البريطاني بفضل الدارعات المرافقة للأسطول الفرنسي والتي لإحداها 120 مدفعاً إلى ثلاث أخرى ات لكل منها 80 مدفعاً؛ ومقابل 17 مركباً فرنسياً كان لدى نلسون 15 مركباً جميعها من القياس المتوسط ومسلحة تسليحاً متوسطاً (نحو 46 مدفعاً لكل منها).
كان الأميرال الفرنسي يخشى مهاجمة أسطوله من المؤخرة أي من جهة الجنوب، لذلك عمد إلى تركيز مراكبه القوية في الوسط لتأمين مساندة المؤخرة عند الضرورة وبذلك تم إهمال مقدمة الأسطول.
جهوزية المراكب الفرنسية من الطواقم البحرية لم تكن تتعدى 50% نظراً لإرسال باقي العناصر للتزود بالمؤن، وكانت قد نفذت في معظمها أعمال طلاء لأقسامها الخشبية وبالتالي كانت عرضة للالتهاب السريع كون الطلاء لم يجف بصورة تامة.
بعدما تحقق نلسون من نقاط الضعف الموجودة في الجانب الفرنسي (ترك مسافات كبيرة بينها، بعدها عن مساندة المدفعية الساحلية، إمكانية استعمال اللسان البحري بينها وبين الشاطئ) قرر مهاجمة مقدمة الأسطول الفرنسي بدون تأخير ومن الجهتين، وبدأ المواجهة البحرية الساعة 18.30. وقد قامت ثمانية مراكب بريطانية بإحاطة خمسة مراكب فرنسية وإمطارها بالقذائف من الجهتين في آن واحد وعلى مسافات قريبة جداً يمكن معها استعمال المسدسات الصغيرة. وقد راهن نلسون على خبرة قادة مراكبه العالية في مجال المناورة وتنفيذ أوامره بحذافيرها.
بالرغم من مفاجأة الفرنسيين بالهجوم الليلي غير المتوقع وبالرغم من تدني مستوى جهوزية مراكبهم بالعديد فقد، خاضوا المعركة بكل شجاعة وتصميم ملحقين إصابات مباشرة بالمراكب البريطانية.
وحوالى الساعة 20.00 أحاط سفينتان بريطانيان بسفينة القيادة الفرنسية «الشرق» وأمطراه بقذائف مباشرة أدت إلى مقتل قائد الأسطول الفرنسي برويس على الفور، واستمرت المواجهة العنيفة بين هذه السفن، إلى أن أصابت إحدى القذائف البريطانية مستودع الذخيرة على سفينة القيادة الفرنسية مما أدى إلى انفجارها بشكل مروع وتلاشي أجزائها، وبالتالي مقتل معظم طاقمها البالغ عددهم نحو ألف عنصر، وقد دوى صوت انفجار سفينة القيادة في المنطقة محدثاً ذهولاً كبيراً لدى السكان على البر.
بعد تدمير سفينة القيادة الفرنسية وشل أو أسر سفن المقدمة، انتقلت السفن البريطانية مجتمعة لتركيز الهجوم على وسط المراكب الفرنسية ومؤخرتها، وعند بزوغ الفجر تم شل واستلام باقي السفن الفرنسية. وجاءت حصيلة المعركة البحرية تدمير بارجتين ومدمرتين فرنسيتين وأسر تسعة سفن مع ثلاثة آلاف بحار، كما قتل خلال المعركة 1700 بحار فرنسي بينهم قائد الأسطول الأميرال برويس.
في الجانب الإنجليزي سجل مقتل 288 عنصراً وجرح نحو ألفين، وبالرغم من عدم خسارتها أي مركب إلا أن ثلثي المراكب البريطانية أصيبت خلال المواجهات إصابات مباشرة، وأصبحت بحاجة إلى إجراء تصليحات فيها، وقد أصيب خلال هذه المعارك الأميرال نلسون إصابة بليغة.
عمد نلسون إلى إرسال إحدى سفن الأسطول "LEANDER" إلى نابولي لإبلاغ القيادة بالنصر الذي حققه ضد البحرية الفرنسية، ولكن هذا المركب تعرّض للأسر من قبل قائد فرنسي تمكن من الهرب بمركبه فور بدء المعركة البحرية وتدمير مركب القيادة.

## تقييم نتائج المعركة
مما لا شك فيه أن النتائج الباهرة التي حققها الأميرال نلسون في معركة أبو قير أحدثت ثورة في مجال التكتيك البحري في حرب السفن الشراعية والتي كانت تعتمد على نظريات رودنيي القائمة على استعمال تشكيل الرتل للسفن ومواجهة السفن المعادية بعد الاقتراب منها.
فقد ارتكز الأسلوب المتبع من قبل نلسون على ما يلي:
- اتخـاذ قرار المهاجمـة ليلاً خلافـاً لما كـان معـهوداً في المعـارك البحريـة الشراعيـة في حينه، مما وفّـر له عنصـر المفاجـأة.
- تكثيف القوى المهاجمة على المراكب المعادية بحيث يتم مهاجمتها بعدد مضاعف من المراكب.
- توزيع المراكب المهاجمة بدقة لإحاطة المراكب المعادية من الجهتين، والاستفادة من المسافات المتروكة بينهما مما سهّل مناورة السفن المهاجمة.
في المقابل يجمع المحللون الفرنسيون على أن الخطأ الفادح الذي ارتكبه الفرنسيون في هذه المعركة هو إضاعة الوقت فور وصول الحملة الفرنسية وعدم تأمين السفن في ميناء الإسكندرية تحت حماية المدفعية البرية الفرنسية، إذا كانت الأعماق تسمح بذلك، أو نقلها إلى ميناء كورفو في اليونان، ويتحمل مسؤولية ذلك بالدرجة الأولى الأميرال برويس كونه قائد الأسطول خصوصاً أنه كان لديه نحو شهر لحل هذه المشكلة، إلا أنه بقي متردداً حيال تأمين سلامة سفنه خلال تلك الفترة.
ولكن نابوليون الذي يعتبر قائد الحملة يتحمل جزءاً من هذه المسؤولية، فقد كان في هذه الأثناء منغمساً في معاركه البرية ضد المماليك ويتقدم جنوباً لاحتلال القاهرة، وكان يرغب بإبقاء الأسطول على مقربة منه في حال هزيمته في المعارك، ويقال إنه بعد تحقيقه الانتصارات في المعارك البرية أوفد رسولاً إلى الأميرال برويس لإبلاغه ضرورة تأمين السفن ولو في كورفو في اليونان، لكن هذا الرسول لم يصل إلى الإسكندرية بعد وقوعه في مكمن نصبه المماليك.
وخلال وجود نابوليون في جزيرة سانت هلينا وخلال إعادة استعراضه الأحداث والمعارك التي خاضها سابقاً وفي حديثه عن معركة أبو قير، حمّل الأميرال برويس مسؤولية تدمير الأسطول الفرنسي، وقال إن استشهاده في المعركة عوّض عن الخطأ الذي ارتكبه.
بالنسبة لنتائج معركة أبو قير على حملة نابوليون، فإن خسارة الأسطول البحري الفرنسي أفقدت نابوليون الوسيلة التي كانت تؤمن له التواصل والمواصلات مع فرنسا، ومع أن نتائج هذه الخسارة لم تظهر بصورة فورية فالحملة برمتها حكم عليها بالفشل.
وسرعان ما بدأت تظهر نتائج ذلك الفشل لدى قيام نابوليون بحملته على الشام وحصاره مدينة عكا، فقد عملت البحرية البريطانية على إمداد هذه القلعة من البحر وكذلك ضرب المواصلات البحرية التي تؤمن الدعم اللوجيستي للحملة الفرنسية والتي سرعان ما انعكست آثارها مجدداً إلى مصر بسبب عدم تحقيقها نتائج ملموسة على الأرض. عمد بعد ذلك الإنجليز إلى تحقيق السيطرة على البحر المتوسط، وانطلاقاً من البحر عمدوا إلى السيطرة التدريجية على أهم المواقع الفرنسية التي راحت تسقط في أيديهم تباعاً من كورفو 1799 ومالطا 1800 إلى مصر 1801.